# Font de Sant Salvador d'Horta
|  | Aquest article tracta sobre la Font de Sant Salvador d'Horta de Barcelona. Vegeu-ne altres significats a « Font de Sant Salvador (desambiguació)». |

La font de Sant Salvador d'Horta és una font situada a la part del darrere del Park Güell, al barri del Coll, a Barcelona. Construïda entre 1573 i 1586, a finals del segle xix es decorà amb un plafó de rajola ceràmica que reprodueix la imatge de sant Salvador d'Horta i una filera semicircular de maons que ressegueix la font i l'estany, on un canal condueix l'aigua de la font. El 2018 es va restaurar la font, que ja no raja aigua natural, sinó de la xarxa urbana.
Una llegenda diu que sant Salvador va fer el miracle de fer brollar aigua d'una roca tocant-la amb la mà.